# Pecos (New Mexico)
Pecos is een plaats (village) in de Amerikaanse staat New Mexico, en valt bestuurlijk gezien onder San Miguel County.

## Demografie
Bij de volkstelling in 2000 werd het aantal inwoners vastgesteld op 1441.
In 2006 is het aantal inwoners door het United States Census Bureau geschat op 1392, een daling van 49 (-3,4%).

## Geografie
Volgens het United States Census Bureau beslaat de plaats een oppervlakte van
4,5 km², geheel bestaande uit land. Pecos ligt op ongeveer 2110 m boven zeeniveau.

## Plaatsen in de nabije omgeving
De onderstaande figuur toont nabijgelegen plaatsen in een straal van 28 km rond Pecos.